# Lavanter Kirchbichl

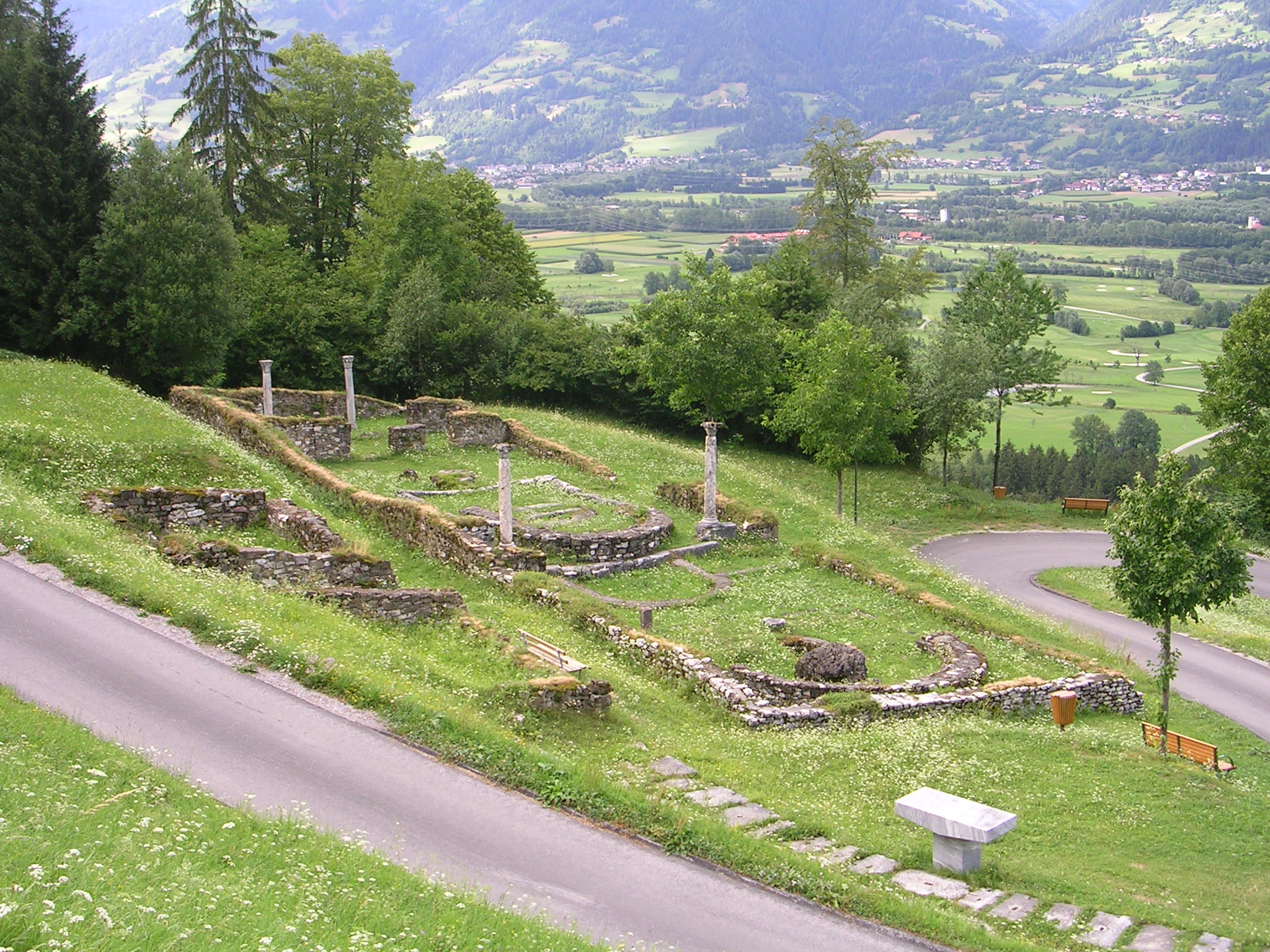
Kirchbichl in Lavant in Osttirol

Der Lavanter Kirchbichl befindet sich in der Gemeinde Lavant im Bezirk Lienz im Bundesland Tirol. Die spätantike Nachfolgesiedlung von Aguntum steht unter Denkmalschutz (Listeneintrag).

## Geschichte
Es gibt geringe Spuren vorrömischer latènezeitlicher Bestattungen. Es gibt römische Grabsteine vom Kirchbichl aus dem 1. bis 3. Jahrhundert, die sich im Museum Aguntinum in Dölsach und Schloss Bruck in Lienz befinden. Es wird angenommen, dass nach der Zerstörung von Aguntum um 400 nach Christus am Kirchbichl die frühchristliche Kirche zur Bischofskirche ausgebaut und die Anlage zur spätantiken Fliehburg wurde. Die Wehrordnung der Grafen von Görz 1444 spricht für eine mittelalterliche Kirchenburg, die mehrfach urkundlich mit oppidum genannt wurde.

## Wehranlage
Von der Wehranlage ist bei der heutigen 6. Station des Kreuzweges der von zwei Türmen flankierte Torbau erhalten. Östlich davon wurden eine doppelte Wehrmauer und an deren Innenflucht angelegte Wohnbauten freigelegt. Die spätantike Erbauung der Anlage ist durch Kleinfunde gesichert.

## Kirchenbau
In den Resten des frühchristlichen Kirchenbaus sind zahlreiche Spolien älterer antiker Bauten vermauert. Mit Kapitellen und Blütenpfeilerreliefs lassen sich vier Hauptbauphasen feststellen.
- Saalkirche mit Rundapsis mit beidseits kleinen Sakristeien
- Anbau einer Kapelle im Osten
- Nach der Zerstörung von Aguntum erfolgte am Anfang des 5. Jahrhunderts die Umgestaltung des Laienraums mit einer Überbauung der älteren Priesterbank durch eine neue hufeisenförmige Priesterbank mit einer Kathedra, flankiert von zweitverwendeten korinthischen Säulen.
- Nach einer Zerstörung der Kirche durch einen Felssturz im 7. Jahrhundert wurde eine Notkirche im Narthexbereich der Ruine erbaut.

Die Notkirche wurde durch einen Kirchenbau abgelöst, wobei angenommen wird, dass die heutige Pfarrkirche Lavant unter Papst Leo IV. (847–855) geweiht wurde.